# Lluís Fullana i Mira
Lluís Fullana i Mira, conegut popularment com el pare Fullana, (Benimarfull, Comtat, 5 de gener de 1871 - Madrid, 21 de juny de 1948) fou un gramàtic, erudit i religiós valencià.

## Biografia
Nascut a Benimarfull (el Comtat), entrà a formar part de l'orde dels franciscans l'any 1890. Exercí com a professor de francés als col·legis franciscans de Benissa i Ontinyent, i inicià els seus estudis comparats en llengües romàniques. Els seus primers estudis lingüístics defenien la unitat de la llengua catalana, amb treballs com: La morfologia valenciana és la mateixa que la catalana (1905), Ullada general a la morfologia catalana (1908), o Característiques catalanes usades en lo Reine de València, (1907).
En 1906 acudeix al Primer Congrés Internacional de la Llengua Catalana on presentà una ponència sobre conjugació catalana. Tanmateix, aquesta ponència fou durament criticada pel lingüista alemany Bernhard Schädel, que considerà que el treball de Fullana aportava poc a l'estudi de la llengua. Malgrat les crítiques rebudes, Fullana manifestà a Antoni Maria Alcover la seua satisfacció amb el resultat del congrés. Tot i això, autors com Germà Colón han volgut veure en aquest i altres incidents una causa del viratge lingüístic que posteriorment prendria Fullana.
En 1913 Lo Rat Penat li encarregà un estudi publicat al març d'aquell mateix any, amb l'objectiu d'unificar, en la majoria de casos, les ortografies de Catalunya i de València. L'any 1915 publicà Gramàtica elemental de la llengua valenciana en què, com a membre de l'Acadèmia de la Llengua Catalana, i al mateix temps per pressions polítiques de l'època, adoptà una posició convergent i intermèdia de les normes ortogràfiques de l'Institut d'Estudis Catalans amb solucions ortogràfiques dialectals. De fet, defenia per a la llengua catalana una denominació comuna que no coincidira amb un gentilici (p. ex. català, valencià, baleàric, etc.), i la seua proposta fou la denominació de llemosí, però no tingué suport dels acadèmics, que no veien cap filiació lingüística amb l'autèntic llemosí de Llemotges, un dialecte d'oc molt diferent de l'occità llenguadocià més proper al català.
Cap a 1914-15 anà canviant progressivament la seua postura respecte a la consideració del valencià com a part de la mateixa llengua que el català, fins a arribar a publicar una gramàtica pròpia per al valencià diferent a la de Pompeu Fabra. Paradoxalment, quasi trenta anys després del seu primer treball lingüístic, l'ambient cultural valencià havia canviat i la majoria dels escriptors i gramàtics valencians assumien la unitat lingüística, i la seua proposta dialectalista no tingué gens d'èxit. En aquest sentit, en 1932 l'escriptor valencià Nicolau Primitiu, que era president de l'associació cultural Lo Rat Penat i amb qui mantenia relació d'amistat, el convencé perquè fóra el primer a signar les «Normes de Castelló», de caràcter lingüísticament unitari, probablement amb l'objectiu d'aconseguir el màxim consens entre els escriptors valencians.
Tot i signar les Normes de Castelló, un any després, el 1933, el Pare Lluís Fullana i Mira reedità la seua ortografia valenciana, sense adaptar-la a la nova normativa. No seria fins a la postguerra que permetria que Francesc Ferrer i Pastor fera una reedició de la seua gramàtica valenciana, aquesta vegada adaptada a la normativa signada a Castelló. Des de llavors, Lluís Fullana ja no realitzà més treballs lingüístics, i dedicà enterament el seu temps a l'orde dels franciscans.
Fou fundador del convent dels franciscans de Sant Llorenç i superior de la seua comunitat, també elegit pels franciscans com a ministre provincial de València. Fou elegit confessor per la reina Maria Cristina i com a acompanyant del viatge del príncep de Savoia. Escrigué també Historia de la villa y condado de Cocentaina (1920), publicà un estudi de Los caballeros de apellido March en Cataluña y Valencia (1935), i Historia de los virreyes y capitanes generales de Valencia, parcialment editada el 1936.

## Obra lingüística
- 1903 — Observacions sobre l'análisis etimològich i fònich de la nostra llengua
- 1903 — Observacions sobre l'análisis gráfich de la nostra llengua
- 1903 — Observacions sobre l'análisis ortográfic de la nostra llengua
- 1905 — Morfología del verbo en la lengua valenciana. Premiat en els Jocs Florals de València
- 1906 — Geografía històrica del Reyne de Valencia. Premiat en els Jocs Florals de València
- 1906 — Ullada general sobre la morfología catalana. Ponència encarregada per al primer Congrès Internacional de la Llengua Catalana, celebrat a Barcelona (1906)
- 1907 — Característiques catalanes usades en lo Reine de València
- 1908 — Juicio crítico bibliográfico de Pedro Antonio Beuter. Premiat en els Jocs Florals de València
- 1909 — Estudio sobre Filología Valenciana. Premiat en els Jocs Florals de València. Publicat per Tipografia Doménech, de València, 1912
- 1911 — Estudio crítico sobre la antigüedad de la ciudad de Játiva, en que se prueba ser la antigua Setabis de los iberos. Premiat en els Jocs Florals de València
- 1912 — Vocabulari valencià de paraules que deuen portar ç o ss
- 1914 — Normes Ortográfiques. Publicat en Diario de Valencia
- 1915 — Gramática Elemental de la Llengua Valenciana. Tipografia Domenéch, València
- 1915 — Diferències fòniques, gráfiques u ortográfiques, lèxiques, morfològiques i sintáxiques entre el valenciá i el catalá. Quatre conferències pronunciades en l'Institut d'Estudis Catalans, de Barcelona
- 1916 — Historia de los virreyes de Valencia. Premi extraordinari de la Diputació Provincial de València, en els Jocs Florals de València
- 1916 — Diferències dialectals en la Llengua Valenciana. Tres conferències pronunciades en el Centre Escolar i Mercantil de València
- 1918 — Gramática Elemental de la Llengua Valenciana, 2a edició. Tipografia Domenéch, València
- 1918 — La cooficialitat de la Llengua Valenciana. Conferència oferida en la Diputació Provincial de València. Publicada en Las Provincias, de València
- 1918 — Noble i benemerita familia valenciana. Publicada en Las Provincias, de València
- 1919 — Gramatología Valenciana. Quinze articles publicats en Las Provincias
- 1920 — Historia de la villa y condado de Cocentaina. Impremta Huici, València (reeditada en 1975 per la Caja de Ahorros de Alicante y Murcia. ISBN 978-84-500-6643-2))[8]
- 1921 — Vocabulari Ortográfic Valenciá-Castellá. Editorial Edeta, València
- 1922 — Rescripto de Martín el Humano sobre los confesores de la casa real de Aragón. Publicat en la revista Archivo Ibero-Americano, vol. XVI
- 1922 — Compèndi de la gramática valenciana. Llibreria Vda. de Ramón Ortega, València
- 1922 — Convento de San Francisco de Valencia. Revista La Acción Antoniana
- 1922 — Documentos inéditos de la familia Viciana. Butlletí de la Societat Castellonenca de Cultura
- 1923 — La casa de Lauria en el Reino de Valencia. Presentat en el III Congreso de historia del Reino de Aragón, vol. I de les cròniques del congrés, i novament per la impremta «Hijo de Vives Mora», València
- 1924 — Estudio genealógico de los Ruiz de Liori. Premi en els Jocs Florals de Lo Rat Penat
- 1925 — Elecció més perfècta de cinquanta temes gramaticals estil Ollendorf, Ahn, Benot, etc., escrits en valenciá vulgar i girats al valenciá clássic. Premiat en els Jocs Florals d'agost
- 1925 — Evolució fonográfica de la Llengua Valenciana. Revista Germania
- 1926 — Temes práctics per a l'ensenyança de la llengua valenciana, girats a l'estil de Martorell. Renovación Tipográfica, València.
- 1926 — El Palau del Real, dins revista Cultura Valenciana
- 1927 — Juan de Timoneda y la impresión de sus primeras obras. Publicat en Las Provincias, València
- 1928 — Refraner valenciá, d'Alberola. Prologo y corrección. Arte y Letras, SA, València
- 1928 — Evolución del verbo en la lengua valenciana. Discurs llegit en la presa de possessió en la Real Academia Española
- 1932 — Ortografía Valenciana. Primera edició. Impremta Semana Gráfica, València
- 1933 — Ortografía Valenciana. Segona edició. Imprenta Semana Gráfica, València
- 1933 — Gramática fonamental de la llengua valenciana. Citada per l'autor en Ortografía Valenciana
- 1935 — Los caballeros de apellido March en Cataluña y Valencia. Butlletí de la Societat Castellonenca de Cultura. Publicat també per tipografia «Hijo de J. Armengol», de Castelló de la Plana
- 1941 — Luis de Santángel, su familia y su intervención en el descubrimiento de América. Ministerio de Asuntos Exteriores
- 1942 — Gramática latina. Editorial Reus, Madrid. ISBN 978-84-290-0555-4[8]
- 1943 — Gramática latina. Curs Quint. Hespernia (José Luis Cosano), SA, Madrid
- 1943 — Gramática latina. Curs Sext. Hespernia (José Luis Cosano), SA, Madrid
- 1943 — Gramática latina. Curs Septim. Hespernia (José Luis Cosano), SA, Madrid
- 1943 — Los tartesios en España. Su lengua en relación con la latina. Revista Verdad y Vida
- 1945 — El poeta Auxias March, su ilustre ascendencia, su familia y sus escritores. Editorial Torres, València
- 1945 — Obras completas del P. Fullana, vol. I
- 1945 — Por qué Santo Tomás de Villanueva no asistió al Concilio de Trento. Revista Verdad y Vida
- 1945 — Defensa del almirante Cristóbal Colón ante la reina católica, por Luis de Santángel, escribano de ración del rey católico. Revista General de Marina
- 1945 — Diccionario sociológico. Citat pel Diccionario Enciclopédico Abreviado, Espasa Calpe, 1957
- 1948 — Correspondencia en Guillem Renart. Citada pel mateix G. Renart en La obra gramatical del Pare Fullana
- 1948 — Historia de Onteniente. Manuscrit en Ontinyent. Exemplar mecanografiat en l'arxiu de la Diputació Provincial de València, i publicat per la Diputació Provincial de València, amb el títol Bosquejo histórico de Onteniente, en 1957 i per la Caixa d'Ontinyent, en 1997, amb el títol Historia de Ontinyent (ISBN 978-84-922750-0-7)[8]
- 1974 — Historia del Condado de Cocentaina. Gráficas Ciudad, S.A. ISBN 978-84-400-1059-9[8]
- 1978 — Gramática Elemental de la Lengua Valenciana. Grup d'Acció Valencianista. ISBN 978-84-400-5091-5[8]
- 1985 — Vocabulario valenciano-castellano, castellano-valenciano. Edicions Asval. ISBN 978-84-86403-00-3[8]